# Medetera annulitarsus
Medetera annulitarsus är en tvåvingeart som beskrevs av Roser 1840. Medetera annulitarsus ingår i släktet Medetera och familjen styltflugor. Arten är reproducerande i Sverige. Inga underarter finns listade i Catalogue of Life.